# Lars Munch
Lars Munch (født 1959) er en dansk erhvervsmand, der i 2024 er bestyrelsesmedlem i en række virksomheder, bl. a. formand for Politikens Fond og næstformand i Novo Nordisk Fonden.
Lars Munch er uddannet cand.merc. fra Handelshøjskolen i København. Her er han siden udnævnt til adjungeret professor ved Institut for Organisation.
2003-2014 var han administrerende direktør for aviskoncernen JP/Politiken, hvis bestyrelsesformand han var 2014-2022, hvor han så blev formand for Politiken-Fonden og Politiken Holding.
Lars Munch er i 2024 tillige formand for en række andre bestyrelser:
- Louisiana Museum of Modern Art
- Museumsfonden og Louisiana Fonden
- BRFfonden, BRFholding A/S, BRFinvest a/s,
- Fonden for Håndværkskollegier
- SOS Børnebyerne
- GUBI A/S

Munch er hertil menigt bestyrelsesmedlem i bl. a. Utzon Center A/S, KUNSTEN Museum of Modern Art, Aalborg.